# Hydrochus spangleri
Hydrochus spangleri är en skalbaggsart som beskrevs av Hellman in Steiner, Staines, Mccann och Hellman 2003. Hydrochus spangleri ingår i släktet Hydrochus och familjen gyttjebaggar. Inga underarter finns listade i Catalogue of Life.